# Michael Curtiz

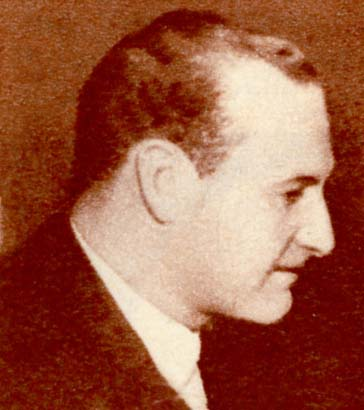
Michael Curtiz (1933)

Michael Curtiz, geboren als Manó Kertész Kaminer (Boedapest, 24 december 1886 – Hollywood, 10 april 1962) was een Hongaars-Amerikaans filmregisseur.

## Biografie
Curtiz werd in een Joodse familie geboren in Boedapest en beweerde dat zijn geboortedatum 24 december 1886 is. Dit is niet zeker.
Nadat hij zijn studie had afgerond werd hij filmregisseur. Van zijn vroegere werk in Europa is weinig bekend. Hij verliet Hongarije in 1919 nadat de filmindustrie daar was genationaliseerd en verhuisde naar Wenen. Hier maakte hij ten minste 21 films.
Curtiz verhuisde in 1926 naar Amerika en nam toen pas de artiestennaam "Michael Curtiz" aan. Hij kreeg een contract bij Warner Bros. Studios en maakte talloze films met verscheidene grootheden.
In de jaren 40 was Curtiz een van de bekendste regisseurs van Warner Brothers en hij kreeg een salaris van 3.600 dollar per week. In 1954 verliet hij Warner Brothers echter en hij bouwde een freelance-carrière op. Hij bleef werkzaam tot zijn dood in 1962.

## Filmografie

### Hongaarse periode
- 1912: Az utolsó bohém
- 1912: Ma és holnap
- 1913: Rablélek
- 1913: Házasodik az uram
- 1914: A tolonc
- 1914: A kölcsönkért csecsemők
- 1914: A hercegnő pongyolában
- 1914: Az éjszaka rabjai
- 1914: Bánk bán
- 1914: Az aranyásó
- 1915: Akit ketten szeretnek
- 1916: Makkhetes
- 1916: A magyar föld ereje
- 1916: A karthausi
- 1916: A fekete szivárvány
- 1916: Farkas
- 1916: Az ezüst kecske
- 1916: Doktor úr
- 1917: Zoárd mester
- 1917: A Vörös Sámson
- 1917: Az utolsó hajnal
- 1917: Tavasz a télben
- 1917: Tatárjárás
- 1917: A szentjóbi erdő titka
- 1917: A Senki fia
- 1917: A kuruzsló
- 1917: Egy krajcár története
- 1917: Halálcsengő
- 1917: A Föld embere
- 1917: Az ezredes
- 1917: A béke útja
- 1917: Árendás zsidó
- 1918: A víg özvegy
- 1918: Varázskeringő
- 1918: A skorpió I.
- 1918: Az ördög
- 1918: Lulu
- 1918: Lu, a kokott
- 1918: Júdás
- 1918: A csúnya fiú
- 1918: Alraune
- 1918: 99
- 1918: A napraforgós hölgy
- 1919: Liliom

### Oostenrijkse periode
- 1919: Die Dame mit dem schwarzen Handschuh
- 1920: Boccaccio
- 1920: Der Stern von Damaskus
- 1920: Die Gottesgeißel
- 1921: Mrs. Tutti Frutti
- 1921: Herzogin Satanella
- 1921: Frau Dorothys Bekenntnis
- 1921: Labyrinth des Grauens
- 1922: Sodom und Gomorrha
- 1923: Der junge Medardus
- 1923: Die Lawine
- 1923: Namenlos
- 1924: Ein Spiel ums Leben
- 1924: General Babka
- 1924: Harun al Raschid
- 1924: Die Sklavenkönigin
- 1925: Das Spielzeug von Paris
- 1926: Fiaker Nr. 13
- 1926: Der goldene Schmetterling

### Amerikaanse periode
- 1926: The Third Degree
- 1927: A Million Bid
- 1927: The Desired Woman
- 1927: Good Time Charley
- 1928: Tenderloin
- 1928: Noah's Ark
- 1929: Glad Rag Doll
- 1929: Madonna of Avenue A
- 1929: The Gamblers
- 1929: Hearts in Exile
- 1930: Mammy
- 1930: Under a Texas Moon
- 1930: The Matrimonial Bed
- 1930: Bright Lights
- 1930: A Soldier's Plaything
- 1930: River's End
- 1931: Dämon des Meeres
- 1931: God's Gift to Women
- 1931: The Mad Genius
- 1931: The Woman from Monte Carlo
- 1932: Alias the Doctor
- 1932: The Strange Love of Molly Louvain
- 1932: Doctor X
- 1932: The Cabin in the Cotton
- 1932: 20,000 Years in Sing Sing
- 1933: Mystery of the Wax Museum
- 1933: The Keyhole
- 1933: Private Detective 62
- 1933: Goodbye Again
- 1933: The Kennel Murder Case
- 1933: Female
- 1933: Mandalay
- 1934: Jimmy the Gent
- 1934: The Key
- 1934: British Agent
- 1935: The Case of the Curious Bride
- 1935: Black Fury
- 1935: Front Page Woman
- 1935: Little Big Shot
- 1935: Captain Blood
- 1936: The Walking Dead
- 1936: The Charge of the Light Brigade
- 1937: Stolen Holiday
- 1937: Mountain Justice
- 1937: Kid Galahad
- 1937: The Perfect Specimen
- 1938: Gold Is Where You Find It
- 1938: The Adventures of Robin Hood
- 1938: Four's a Crowd
- 1938: Four Daughters
- 1938: Angels with Dirty Faces
- 1939: Dodge City
- 1939: Daughters Courageous
- 1939: The Private Lives of Elizabeth and Essex
- 1939: Four Wives
- 1940: Virginia City
- 1940: The Sea Hawk
- 1940: Santa Fe Trail
- 1941: The Sea Wolf
- 1941: Dive Bomber
- 1942: Captains of the Clouds
- 1942: Yankee Doodle Dandy
- 1942: Casablanca
- 1943: Mission to Moscow
- 1943: This Is the Army
- 1944: Passage to Marseille
- 1944: Janie
- 1945: Roughly Speaking
- 1945: Mildred Pierce
- 1946: Night and Day
- 1947: Life with Father
- 1947: The Unsuspected
- 1948: Romance on the High Seas
- 1949: My Dream Is Yours
- 1949: Flamingo Road
- 1949: The Lady Takes a Sailor
- 1950: Young Man with a Horn
- 1950: Bright Leaf
- 1950: The Breaking Point
- 1951: Force of Arms
- 1951: Jim Thorpe – All-American
- 1951: I'll See You in My Dreams
- 1952: The Story of Will Rogers
- 1952: The Jazz Singer
- 1953: Trouble Along the Way
- 1954: The Boy from Oklahoma
- 1954: The Egyptian
- 1954: White Christmas
- 1955: We're No Angels
- 1956: The Scarlet Hour
- 1956: The Vagabond King
- 1956: The Best Things in Life Are Free
- 1957: The Helen Morgan Story
- 1958: The Proud Rebel
- 1958: King Creole
- 1959: The Hangman
- 1959: The Man in the Net
- 1960: The Adventures of Huckleberry Finn
- 1960: A Breath of Scandal
- 1961: Francis of Assisi
- 1961: The Comancheros